# Earth Crisis
Earth Crisis é uma banda de metalcore de Syracuse, Nova Iorque, que durou de 1991 até 2001. Eles voltaram a ativa em 2007.

## Formação

### Formação atual
- Karl Buechner - vocal
- Scott Crouse - guitarra
- Ian "Bulldog" Edwards - baixo
- Dennis Merrick - bateria
- Erick Edwards - guitarra

### Ex-integrantes
- Ben Read - guitarra (1992 - 1994)
- Kris Wiechmann - guitarra (1995 - 1998)
- Michael Riccardi - bateria (1992)

## Discografia
Álbuns de estúdio
- Destroy the Machines (1995)
- Gomorrah's Season Ends (1996)
- Breed the Killers (1998)
- Slither (2000)
- Last of the Sane (2001)
- To the Death (2009)

EP
- All Out War (1992)
- Firestorm (1993)
- Forced to Kill (2009)

Ao vivo
- The California Takeover (1996)
- The Oath That Keeps Me Free (1998)

Coletâneas
- Forever True – 1991–2001 (2006)